# Die Verdammten der Taiga

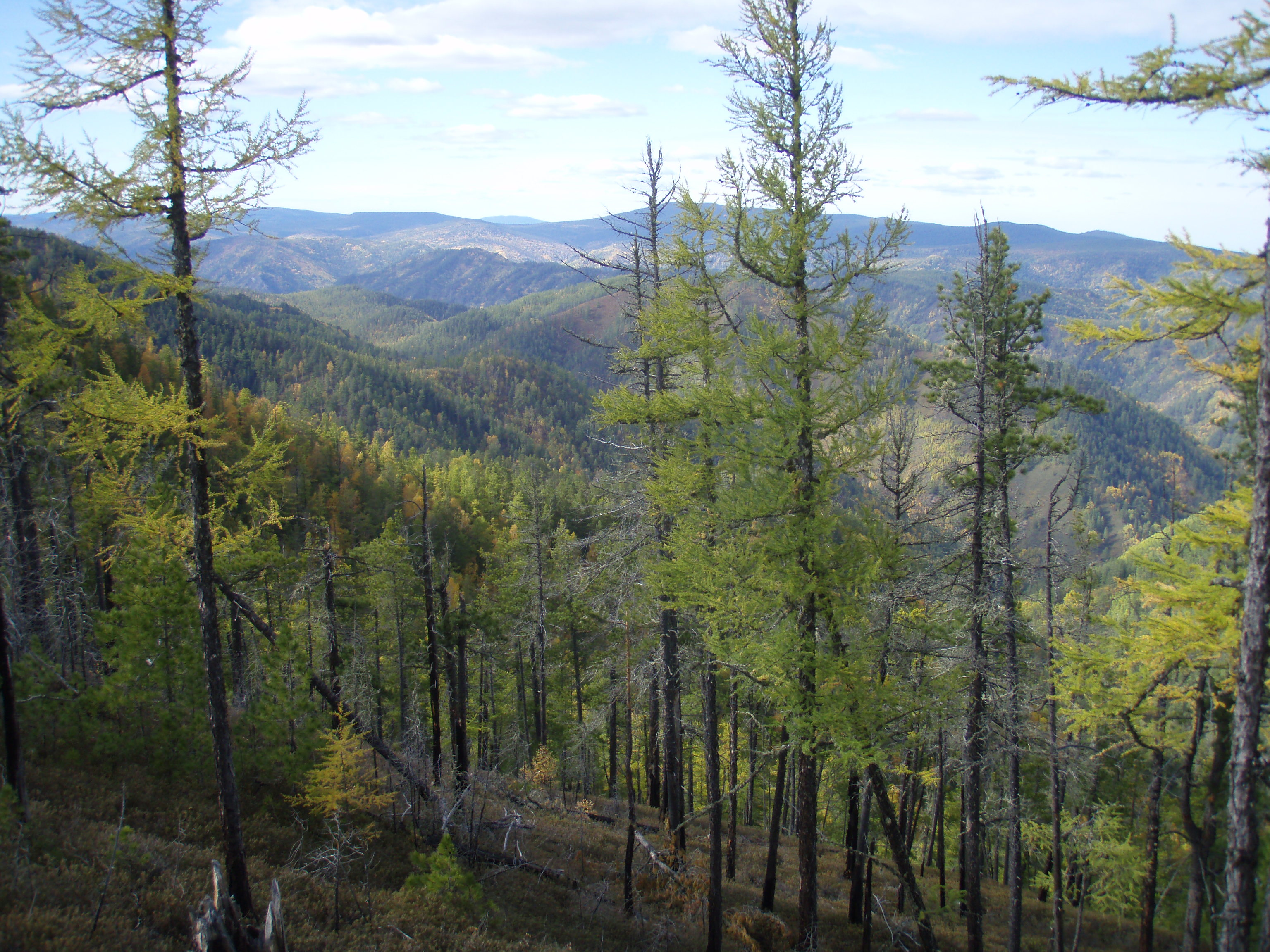
Sibirische Herbstlandschaft

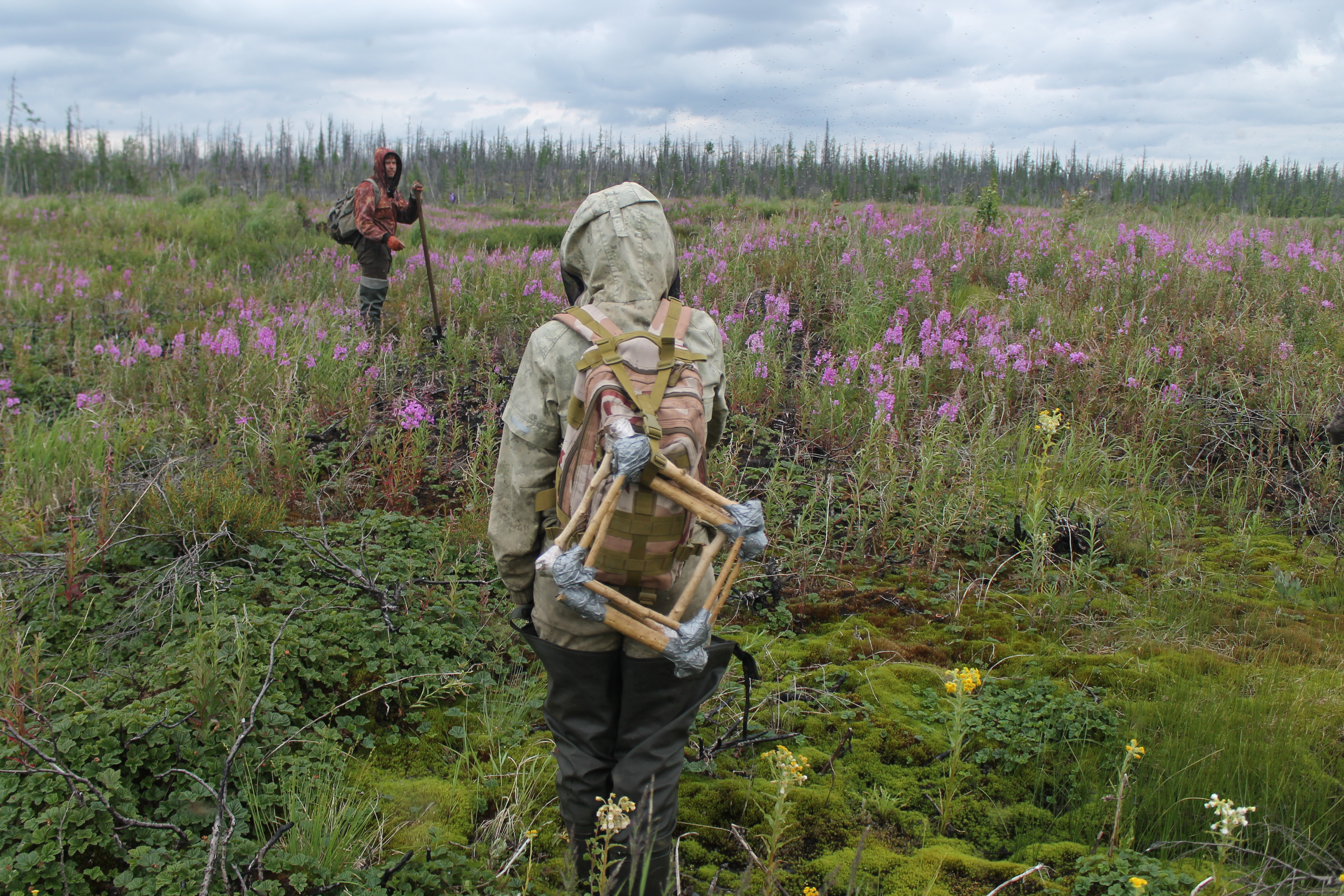
Wanderer in der Taiga

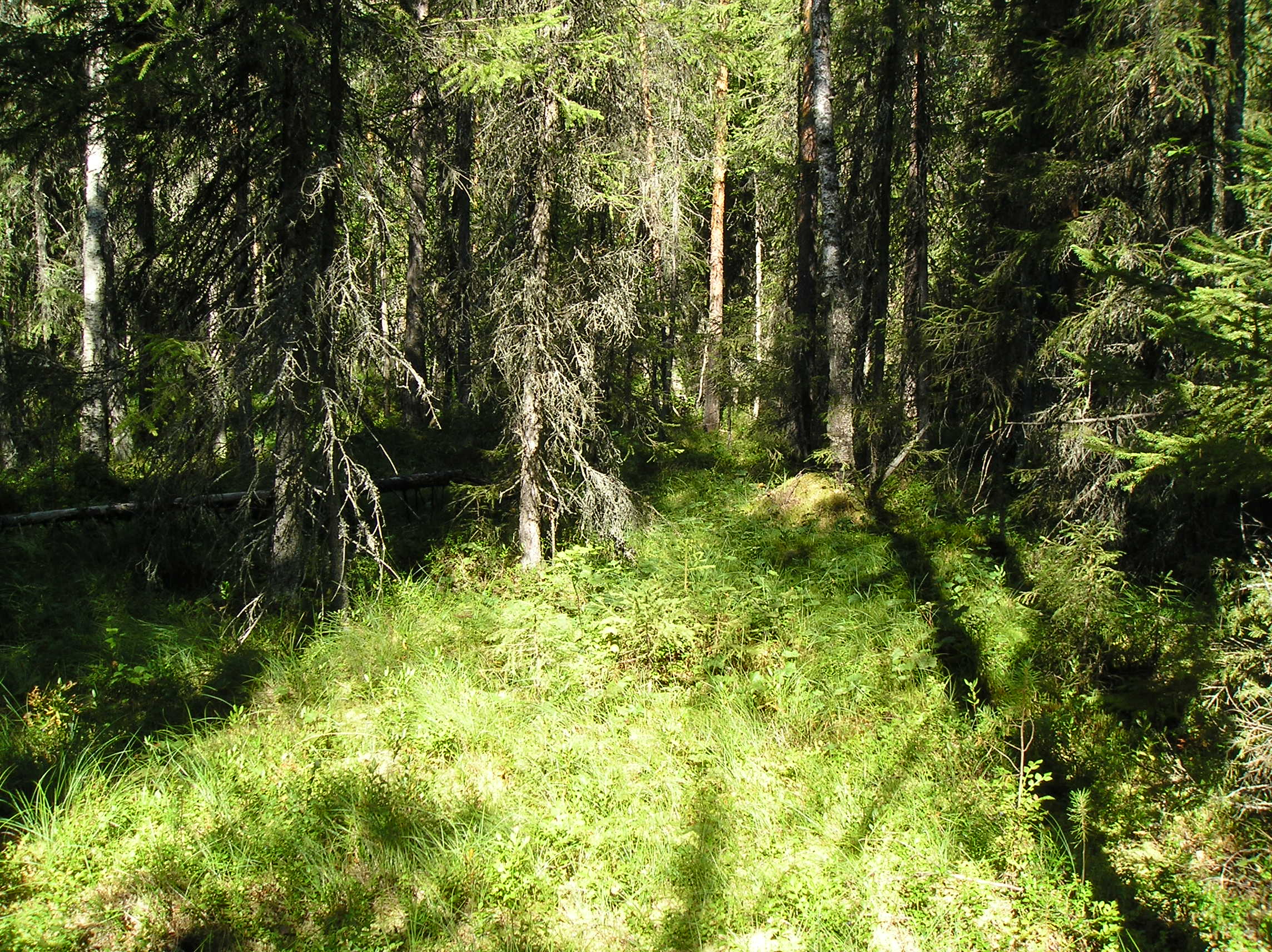
Taiga-Wald

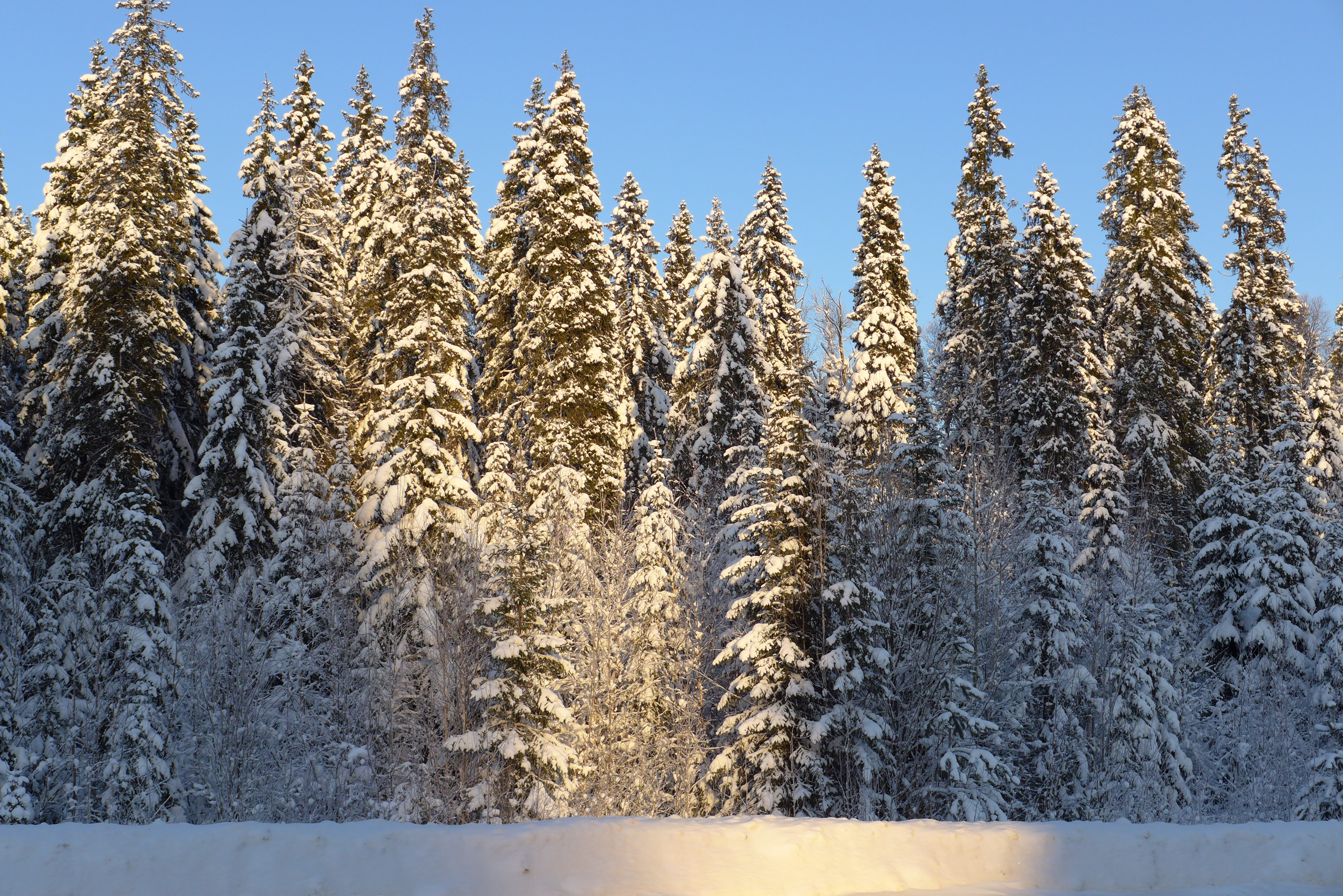
Taiga im Winter

Die Verdammten der Taiga ist ein Liebes- und Abenteuerroman, mit den typischen Stilelementen einer Robinsonade, von Heinz G. Konsalik aus dem Jahr 1974, als der bekannte Volksschriftsteller bereits eine Weltauflage von 41 Millionen Exemplaren erreicht hatte. Die Geschichte spielt in Sibirien und behandelt das Schicksal mehrerer Personen, die fernab der menschlichen Zivilisation um das Überleben kämpfen müssen.

## Inhalt

### Klappentext
„Nur wer die Taiga kennt, versteht die Ewigkeit …“

„Vier Männer und zwei Frauen überleben einen Flugzeugabsturz über Sibirien – und werden zu einem grausamen Schicksal in der Taiga verurteilt!“

### Handlung
Eine Antonow-Passagiermaschine stürzt auf dem Weg vom Versuchsbohrfeld Suchana am Olenek-Fluss nach Irkutsk ab. Alle fünf Passagiere und der Pilot überleben das Unglück. Sie sind von der regulären Flugroute abgekommen und befinden sich mitten in der Wildnis, fernab der Zivilisation. Die nächste Zwischenlandung wäre Wiljuisk gewesen. Noch ist Herbst und spätsommerlich trocken. Doch der Winter naht und damit beginnt ein Wettlauf mit der Zeit. Die Überlebenden wissen, dass ihre Chancen mit dem Frosteinbruch stark absinken. Ein Gewässer ist nicht in Sicht, daher decken sie ihren Wasserbedarf zunächst aus Konserven, die sie im zerborstenen Flugzeug gefunden haben. Putkin, Herr, Morotzkij, Susskaja und Abramowa konzentrieren ihre Kräfte auf das elementare Überleben: Nahrung, Feuer und Schutz vor wilden Tieren. Die Personen bekommen Gelegenheit, sich und ihre Geschichte näher kennenzulernen.
Der Pilot Benerian hat den Verstand verloren. Er fantasiert und muss gefesselt werden, da er in seinem Wahnsinn droht, sich und den anderen etwas anzutun. Der Verhaltensforscher Semjon Pawlowitsch Morotzkij hat einst seine Frau aus Eifersucht getötet. Daraufhin wurde ihr Liebhaber des Mordes verdächtigt und ins Arbeitslager Workuta strafversetzt, während Morotzkij seinem Schicksal in der Unendlichkeit Sibiriens zu entkommen sucht. Andreas Herr ist ein deutscher Bergbauingenieur, der auf Einladung des sowjetischen Bergbauzentralrats nach Sibirien kommt, um dort Methoden der Untertageabräumung zu erforschen. Der patriotische Fachmann für Ölborungen Igor Putkin hatte ihn auf Befehl des KGB ausspioniert, jedoch außer zahlreichen Sexbeziehungen, die der attraktive deutsche Womanizer mit russischen Frauen gehabt hatte, nichts Politisches über ihn herausfinden können. Die Ärztin Jekaterina A. Susskaja will nichts über sich preisgeben. Nadeshna Abramowa gibt an, dass sie in Sibirien auf Verwandtschaftsbesuch war und dabei im missionarischen Eifer Bibeln verteilt hatte. Ihre strenge Gottesfürchtigkeit zieht den Zorn des jähzornigen Putkin auf sich, der seine fromme Mutter einst auf eine ähnliche Weise verloren hatte. Putkin will sie seinerseits mit Sex bekehren, reagiert jedoch derart aggressiv auf ihre Gegenwart, dass es zu einer Reihe von Konflikten mit der Lehrerin kommt, die wegen ihrer zierlichen Figur von allen unterschätzt wird.
Es kommt zu einer Prügelei zwischen Andreas und Igor, als Letzterer Nadeshna zu nahe kommt. Semjon kann einen blutigen Ausgang im letzten Moment noch verhindern, indem er Putkin vorübergehend außer Gefecht setzt.
Die Gruppe schafft alle nützlichen Gegenstände wie Decken, Konserven, Papyrossi-Zigaretten, Werkzeuge, Munition für das Gewehr, Zeltbahnen und formbares Flugzeugblech, die sie aus dem Flugzeugwrack bergen können, auf einen Haufen im Windbruch. Darunter auch ein Gewehr, welches ohne Kolbenstück jedoch nicht schießbereit ist. Katja, die sich selbst Fähigkeiten einer Scharfschützin zuschreibt, nimmt die Waffe an sich und Andreas schnitzt aus Holz einen behelfsmäßigen Kolben, so dass die Waffe endlich einsatzfähig ist. Auf dem Pilotensitz entdecken sie einen beträchtlichen Alkoholvorrat, den der wahnsinnig gewordene Benerian gehortet hatte. Die Hauptfiguren vermissen die Navigationsfähigkeiten des Piloten und ahnen nicht, dass sie sich lediglich 100 Werst (etwa vier Tagesmärsche) von der Pelzjägerstation Faktorei Jakutarsska befinden.
Die Gruppe beschließt, dem nahenden Winter durch einen Gewaltmarsch nach Süden zu entrinnen und hofft, auf Menschen und Zivilisation zu treffen, bevor sie eingeschneit werden. Um vor dem Temperatursturz geschützt zu sein, bauen sie drei Tage lang an einem Fahrzeug, welches ihre Ausrüstungsgegenstände transportieren soll. Die gemeinsame Arbeit eint die Verunglückten und schafft eine temporäre Harmonie. Benerian wird auf dem Karren angebunden und so mittransportiert. Er ist vollkommen dem Wahnsinn verfallen und faselt im Delirium ständig etwas von seinem Vater, dem Jagdflieger Wladen Kyrillowitsch Benerian, der während des Zweiten Weltkrieges über Berlin abgeschossen wurde. Die drei Männer ziehen den Wagen und die beiden Frauen schieben von hinten. Der Weg durch das wellige Gelände wird so zu einer fast unerträglichen körperlichen Strapaze, welche die letzten Kraftreserven abfordert. Der rohe Putkin feuert die Gruppe an (Blut und Schweiß … daraus ist Russland erbaut worden), dass Sibirien damals im 16. Jahrhundert von Jermak Timofejewitsch auf eine sehr ähnliche Art erobert und erschlossen wurde.
Die Wanderung wird zunehmend gefährlicher. So haben sie die erste Begegnung mit einem Braunbären, der sie allerdings zunächst nur beobachtet. Außerdem kündigt Wolfsgeheul den nahenden Winter an. Vor allem Morotzkij, der die sibirischen Winter bereits aus leidvoller eigener Erfahrung kennt und am Verhalten der Tiere den bevorstehenden Kälteeinbruch erkennt, drängt zur höchsten Eile. Trotz der großen Anspannung und der gefährlichen Momente spüren Andreas und Katja eine starke erotische Anspannung, die sich darin entlädt, dass die beiden eines Nachts am Lagerfeuer ungeniert und hemmungslos Sex miteinander haben. Nadja, die selbst erst mit drei Männern Sex hatte, wird Augenzeugin des Geschlechtsverkehrs, verspürt eine starke Eifersucht und ist kurz davor, ihre Nebenbuhlerin, die eine unerklärliche Anziehung auf Männer ausstrahlt, mit einem Hammer zu erschlagen. Putkin erwacht durch die Szene und verspürt ebenfalls Eifersucht („Weiber höhlen nicht nur die Lenden aus, sondern den ganzen Körper.“), weil sich eine Kommunistin mit einem Kapitalisten aus dem Westen einlässt. Außerdem beansprucht der überaus athletische und kräftige Mann aufgrund seiner maskulin-dominanten Virilität alle Frauen für sich. Er geht jedoch leer aus, da Nadeshna völlig unerwartet die körperliche Nähe zu Professor Morotzkij sucht, der sie beim gemeinsamen Nachtlager mit seinem schwächlichen Körper wärmt.
Die Wanderung wird fortgesetzt. Hoffnung entsteht, da Kraniche vorbeifliegen. Sie sind jedoch kein Indikator auf ein naheliegendes Gewässer, sondern befinden sich auf dem Vogelflug in den Süden, sind also somit weitere Vorboten des Winters.
Plötzlich begegnen die Wanderer einem kapitalen Rentierhirsch, einem aggressiven Einzelgänger, der die Gruppe sofort attackiert. Das Gewehr, welches immer noch keinen Kolben besitzt, kann nicht eingesetzt werden und so versetzt sie das große Tier durch seine wiederholten Angriffe in eine lebensbedrohliche Situation. Katja tötet das Rentier im letzten Moment mit einer Axt, bevor dieses Putkin mit seinem Geweih aufspießen kann. Das Fell wird verarbeitet und das Fleisch wird mit einer Art „Festmahl“ zelebriert. Dann fällt der erste Schnee und die Temperaturen sinken kontinuierlich auf bis −35 °C ab. Putkin wirft angesichts der sich verschlechternden Umweltbedingungen Zweifel ein, dass Benerian weiter mittransportiert werden kann und schlägt vor, dass man ihn besser zum Sterben zurücklassen sollte. Die Gruppe lehnt dies aus Humanität jedoch entschieden ab. Menschliche Fußspuren zeigen, dass sie beobachtet werden.
Die Männer teilen sich eine ihrer letzten Papyrossi. Dabei eröffnet Putkin Andreas, dass auch er einmal geliebt hat. Seine erste Liebe war ein Mädchen namens Malika, die ihn jedoch fallen ließ und mit Putkins Vorgesetzten, einem Oberingenieur, ins Bett ging. Die Zweite hieß Pelageja (Sie hatte Brüste, auf denen ein Wodkaglas ohne zu wackeln, stehen konnte), die aber an einer Sterlet-Gräte erstickte. Putkin brachte einen Kehlkopfschnitt an, der sie jedoch auch nicht retten konnte. In diesem Moment entreißt Putkin Andreas die Waffe und schießt einem Mann, der sie beobachtet hat, ins Bein. Es ist ein entflohener Sträfling, der auf der Flucht vor den Suchttrupps der Miliz ist. Katja operiert ihm mit primitiven Mitteln das Projektil heraus und verbindet ihn. Der Mann heißt Tichon Antonowitsch Priwalzew, kommt aus Schiganowa/Ukraine und lebte fünf Jahre im Lager V/1492, etwa 20 Werst südlich von Nischni Popowska. Dann konnte er fliehen. Seit drei Jahren lebt er wie ein wildes Tier im Wald, so seine eigenen Angaben. Putkin misstraut Priwalzew und argwöhnt, dass man so die harten Winter in Sibirien überstehen könnte. Der Geflohene müsste eine Waldhütte als festen Unterschlupf haben und diese wäre die Rettung für die Gruppe. Er plant ihn am nächsten Morgen zu foltern, damit dieser sein Geheimnis preisgibt.
Doch dazu kommt es nicht, denn am nächsten Morgen ist Priwalzew jedoch trotz seiner Beinverwundung verschwunden. Er hat diverse Ausrüstungsgegenstände gestohlen, darunter auch Morotzkijs Hose. Dieser ist jetzt gezwungen, Priwalzews durchschossene, blutverschmierte und festgefrorene Elchlederhose anzuziehen. Die Stimmung erreicht einen Tiefpunkt, denn sie haben keine schützende Hütte, keine Orientierung und auch nur noch wenig Hoffnung. Der Karren ist durch Frost und Schneefall zu einem unbeweglichen Gegenstand geworden. Jeder nimmt daher 15 Kilogramm Rucksack-Gepäck auf und aus dem Karren wird ein wesentlich kleinerer und beweglicher Schlitten gebaut.
In der Zwischenzeit hat das Militär in Irkutsk die Suche nach der abgestützten Maschine Nr. 14 aufgegeben.
Die Absturzstelle ist nicht auffindbar. Da der Baikalsee schon beginnt, zuzufrieren, sind jegliche weitere Bemühungen sinnlos. General Waska Janisowitsch Serikow weist seinen Adjutanten Oberst Krendelew an, die Namen der Vermissten als „Helden der Eroberung Sibiriens“ bekannt zu geben. Der General verspürt Schmerz, denn Katja war einst seine Geliebte gewesen.
Neun Tage zieht die Gruppe mit ihrem neuen Gefährt durch die Taiga. Benerian bekommt von Katja Penicillin verabreicht, da er bereits Symptome einer Lungenentzündung zeigt. Dann hören sie Glockenklänge und Schneegänse, die führen sie zu einem Fluss. Rodungen und zum Trocknen aufgehängte Rentierfelle weisen auf die Anwesenheit von Menschen hin. Sie vermuten Jakuten oder Tungusen. Sie entdecken eine Holzhütte mit einem heißen Ofen, auf dem sie sich aufwärmen können. Da begegnen sie dem Taiga-Popen Kyrill Jegorowitsch Kirsta, der hier als Einsiedler lebt.
Der Fluss hat keinen offiziellen Namen. Kirsta nennt ihn in seinem religiösen Wahn „Blut der Ewigkeit“. Die Besessenheit des Popen, auch Putkin bekehren zu wollen, führt immer wieder zu scharfen Auseinandersetzungen zwischen den beiden. So spuckt Igor Fillipowitsch in seinem Hass gegen alles Kirchliche beispielsweise das Bildnis des Heiligen Stefans an.
Hubschrauber aus Irkutsk entdecken schließlich das Flugzeugwrack, jedoch keine Leichen. Man mutmaßt, dass sie womöglich von Raubtieren gefressen wurden. General Serikow entdeckt eine Handtasche, die er Katja einst geschenkt hatte. In ihr entdeckt er eine mysteriöse, mit Lippenstift geschriebene Abschiedsbotschaft. Durch Befragung seines Adjutanten Krendelew bekommt er heraus, dass Katja sich in einen Deutschen verliebt hatte, bevor sie Suchana überstürzt verließ. Serikow, der 1941 bei der Schlacht von Roslawl verwundet wurde, hasst die Deutschen die große Teile seiner Familie getötet haben.
Als Putkin und Kirsta im Fluss Lachse fischen, kommt es zu einem Unfall. Putkin kann den Popen im letzten Moment vor dem Ertrinken retten. Die beiden entwickeln eine merkwürdige Beziehung zueinander. Bei einer anderen Gelegenheit, kann Kirsta Putkin sogar ein Gebet für einen selbst gebrannten Kronsbeerenschnaps entlocken. Die Gruppe erholt sich bei dem Eremiten. Nadeshna kocht Blinis und Rosolniks, während Katja in der Taiga Wölfe und Schneehasen jagt. Dann stellt sich heraus, dass es sich bei einem der erschossenen Wölfe um einen Hund handelt. Dies wiederum ist ein klares Indiz auf die Anwesenheit von Menschen.
Die Gruppe beschließt, dass sie flussaufwärts, nach Süden, muss, um früher oder später auf die Zivilisation zu stoßen.
Währenddessen kombiniert Putkin, dass Katja sich schon vorher in Andreas verliebt haben musste, bevor sie das Flugzeug bestieg. Es war ganz offensichtlich ihr Plan, den Ausländer zu erobern und mit ihm für eine gemeinsame Zukunft nach Deutschland auszureisen. Er konfrontiert sie mit seinen Gedankengängen und sie richtet die geladene Waffe auf ihn und bedroht ihn, ihm einen qualvollen Bauchschuss zu verpassen, sollte er ihr Geheimnis ausplaudern. Die Gruppe lässt Benerian, dem es langsam besser geht, bei dem Eremiten zurück.
Währenddessen hat der gemütskranke General Serikow die Flächensuche ausgedehnt. Er ist einem „Suchwahn“ nach seiner Katja verfallen und rasend vor Eifersucht, fordert er vom KGB einen Bericht über Andreas Herr an. Die Identifikation ist durch ein undeutliches Gruppenfoto mit Herr, auf dem man sein Gesicht nicht erkennen kann, erschwert.
Die Gruppe hat sich neue Winterausrüstung besorgt und teilweise von Kirsta gestohlen. Sie brechen auf und ein „höllischer Marsch“ flussaufwärts und bergauf beginnt. Katja hat Angst, dass sie, nachdem sie gerettet und der Taiga entronnen sind, nicht in ein bekanntes Straflager wie Workuta oder Magadan, sondern in ein Unbekanntes, deportiert wird, wo sie sich in der „Unendlichkeit Sibiriens“ auflösen würde. Im Umkehrschluss wäre ihre Liebe zu Ende, sobald sie in die Zivilisation kommen und ein grausames Schicksal würde auf die beiden warten („Gott im Himmel, lass die Taiga so unendlich sein wie unsere Liebe“).
Die Temperatur fällt auf −37 °C. Die Strapazen sind so unerträglich, dass Morotzkij wahnsinnig wird und sich bei dem Versuch, sich selbst zu töten, beide Beine bricht. Wieder einmal zeigt Putkin sich von seiner rücksichtslosen Seite und will den Gefährten in der Wildnis seinem Schicksal überlassen, nicht zuletzt um bei Nadeshna freie Bahn zu haben. Katja und alle anderen sind strikt dagegen und stellen es Putkin frei, allein weiter zu ziehen. Dieser fügt sich schließlich dem gemeinsamen Willen und hilft beim Errichten eines neuen Notlagers. Katja führt beim Professor eine äußerst schmerzhafte Notoperation an seinen Beinen durch. Danach erinnert sich Putkin an die Zeit mit dem Popen zurück, als sie aus historischen Ausgaben der Prawda Papirossi aus Machorka gedreht hatten und dass der Alte auf politische Themen ebenso heftig reagiert hatte wie er auf Religiöse. Eine dieser Prawda-Zeitungen stammt sogar aus dem Jahr 1926, einer Zeit, als es Russland besonders schlecht ging. Eine Tatsache, die später noch Bedeutung bekommen wird. Wenig später verkündet Katja, dass Morotzkijs geschienten Beine mindestens noch drei Monate benötigen werden, um zu heilen und dass sie solange hier im Notlager bleiben müssen. Sie können mithilfe eines selbstgebauten „sibirischen Baumofens“ zunächst überleben. Putkin hält das für lebensgefährlichen Wahnsinn, da die Temperaturen weiter sinken und starke Schneestürme aufkommen würden. Die Gruppe stellt es Putkin erneut frei, sich allein durchzuschlagen.
In Irkutsk wird die Suche nach den Verunglückten jetzt offiziell eingestellt. Serikow kann jedoch ein weiteres Foto sicherstellen, was seinen Nebenbuhler Andreas Herr deutlich zeigt. Seine traumatischen Kriegserinnerungen kehren zurück und sein ganzer Hass wird auf diesen Mann projiziert. So macht er zum Beispiel mit seiner Pistole Zielübungen auf die Konterfeis seines Rivalen und seiner untreuen Geliebten.
Während die Gruppe Wärme am „sibirischen Baumofen“ sucht, enthüllt Putkin, was er mittlerweile über den Einsiedler herausgefunden hat. In der besagten Prawda-Ausgabe von 1926 ist die Rede von einem Komitee zur Bekämpfung der Konterrevolution. Rittmeister Kyrill Jegorowitsch Kirsta gehörte damals zu den zaristischen Donez-Kosaken und kämpfte gegen die Bolschewiken. Schließlich soll er irgendwo untergetaucht sein. Putkin verspürt gegenüber jedem Ressentiments. Gegen Kirsta als ideologischen Gegner von damals, Morotzkij wegen Mordes an seiner Ehefrau, Nadeshna wegen illegalem Priester- und Bibelschmuggels, Andrej wegen Spionage und Katja wegen eines, ihm bislang noch unbekannten, Verbrechens. Sobald sie wieder in der Zivilisation sind, sollen sie alle ihre gerechte Strafe bekommen. Nach allem, was sie bereits durchgemacht haben, ist dies eine schwere menschliche Enttäuschung. Katja richtet daher das Gewehr auf ihn und wirft ihn aus dem Unterschlupf. Dieser schwört fürchterliche Rache, muss am Ende dann aber doch seine Skier anschnallen und mitten in der Nacht verschwinden. Es ist ihnen allen bewusst, dass er mitten in der arktischen Kälte keine Überlebenschancen hat.
Die folgende Zeit verbringen die vier Überlebenden in ständiger Angst vor Putkins Rache. Als sie am vierten Tag erwachen, ist Putkin überraschenderweise wieder im Lager erschienen, bereitet Tee zu und erzählt ihnen mit gespielter Freundlichkeit, dass er einen zweiten Fluss in felsiger Umgebung gefunden hat, an dem sie ein festes Winterlager errichten können. Sie erreichen den sicheren Ort, wo es zu einer dramatischen Aussprache zwischen Igor Fillipowitsch und Jekaterina kommt. Sie offenbart ihm, dass sie ihn kurz nach dem Absturz untersucht und dabei eine private Geheimkarte über Goldvorkommnisse gefunden hat, offensichtlich hat er diese Vorkommen nicht gemeldet, sondern wollte auf eigene Rechnung dort Gold gewinnen. Er, der fanatische Kommunist, der Katja stets mangelnde Liebe gegenüber Mütterchen Russland und der kommunistischen Weltordnung vorgeworfen hatte, entpuppt sich nun selbst als Kapitalist. Nadeshna verabreicht dem Professor Kräutertee aus schwarzen Pressplatten, die ihnen der Pope mitgegeben hatte. Auch Katja probiert ihn und findet heraus, dass er wie ein sehr starkes natürliches Schmerz- und Beruhigungsmittel, ein sogenanntes Analgeticum Semedium, wirkt. Nach anfänglichem Streit, wer über das „Wundermittel“ und damit über die „Macht über Leben und Tod“ verfügen darf – Nadeshna beansprucht den Tee anfänglich allein für ihren verletzten Professor – wird er schließlich Andrej anvertraut.
General Serikow hat einen Nervenzusammenbruch erlitten und liegt im „Liebeswahn“ im Militärkrankenhaus von Irkutsk. Eine KGB-Kommission unter General Lagutin und Oberst Bubnow wird aus Moskau eingeflogen, um weitere Nachforschungen über den vermeintlichen Spion Andreas Herr anzustellen. Er hatte die Raketenbasis von Jejorssk fotografiert. Das geschah jedoch mit einem unbrauchbaren Film und unter Kenntnis des KGB. General Serikow ist abgemeldet. Ihm werden Privilegien entzogen.
Die Gruppe erreicht einen anderen Fluss und schlägt in der Nähe einer merkwürdigen Felsbarriere ein neues Lager auf. Der Standort ist ideal und bietet Schutz vor den Schneestürmen. Am Lagerfeuer beschließt Andreas, dass er für immer bei seiner Katja in Russland bleiben will und dass sie hier eine Hütte für eine Familie, die sie gründen wollen, bauen werden. Das Schicksal der anderen ist ihnen egal, als sie den Bau der Holzhütte, bei dem alle mithelfen, beginnen. In der Zwischenzeit, wo kurzfristig Eintracht einkehrt, ernähren sie sich weiter von Schneehasen und Rentieren.
Dann wird Putkin übergriffig und berührt Nadeshna unsittlich. Während sie ihm eine stark blutende Platzwunde verpasst, tritt er sie böse in den Unterleib. Putkins kaum unterdrückte Geilheit und Nachstellungen der beiden Frauen, stören den Gruppenfrieden massiv. Putkin ist eifersüchtig und fühlt sich vernachlässigt, da sowohl Katja als auch Nadeshna ihren Sexualpartner haben und er der Einzige ist, der leer ausgeht. Der bärenstarke Mann kämpft mit der Überwindung seines Sexualtriebes, doch es ist nur eine Frage der Zeit, bis er wieder angreift. Jetzt sieht auch Morotzkij eine Bedrohung in Putkin und versucht ihn in einer Nacht mit einem Messer zu erstechen, was jedoch wegen seiner immer noch schmerzenden Beine erfolglos bleibt und von niemandem bemerkt wird.
Nach sieben Wochen ist die Holzhütte fertig und der Einzug wird mit dem kostbaren Schnaps des Einsiedlers gefeiert. Andrej trägt Katja als seine Braut über die Schwelle. Der Ofen wird zum Symbol des Lebens. Die Männer vertreiben sich die Zeit mit dem Speeren von Lachsen, die ihnen Fett und Eiweiß liefern und Nadeshna schnitzt Heiligenfiguren und schenkt dem „Brautpaar“ ein selbst gemaltes Madonnenbild mit zwei ungleichen Brüsten, was für große Heiterkeit sorgt.
Der Winter ist jetzt keine tödliche Bedrohung mehr, sondern nur noch eine Jahreszeit, die man abwarten kann. Ihnen laufen Tiere wie eine Krähe und eine Elchkuh zu, die sie zähmen.
Putkin entdeckt beim Eisangeln goldhaltigen Sand, der innerhalb der Gruppe für eine große Sensation sorgt. Während die Gruppe den überzeugten Kommunisten Putkin mit seinen eigenen Waffen schlagen will und verlangt, dass der Goldschatz Volkseigentum und an den sozialistischen Staat abzutreten sei, will Putkin alles für sich behalten. Der aktuelle staatliche Goldpreis steht bei 1 Gramm Gold als Feinunze mit vier Rubel, also ein Kilogramm schon bei 4.000,- Rubel.
Putkin will Andrej dazu überreden, das Gold mit einer Goldwaschanlage quasi industriell abzubauen. Doch dieser zögert noch. Sie wollen zunächst einen Vertrag über die gemeinsamen Schürfrechte schließen.
Noch hat der Winter seinen Höhepunkt nicht erreicht. Ein mehrtägiger Schneesturm fesselt die Gruppe an die Hütte. Die Personen bekommen somit wieder Zeit, über ihr Leben und ihre Geheimnisse zu erzählen. Putkin begehrt weiterhin die beiden Frauen, die nachts nackt unter Fellen bei ihren Partnern liegen und dieser Gedanke macht ihn verrückt.
Dass Katja schwanger von Andrej ist, verändert alles. Putkin befürchtet, sie könne wegen ihres schmalen Beckens bei der Geburt sterben, wie er Andrej in drastischen Worten erklärt. Auch könnte sie vor der Geburt einen Unfall erleiden, auf dem Eis stürzen beispielsweise, und so das Kind verlieren. Für russische Frauen durchaus nichts Ungewöhnliches – Putkin lässt durchblicken, dass manche Frauen solche „Unglücksfälle“ bewusst herbeiführten, wenn sie das Kind nicht bekommen wollten. Andrej ist empört und droht Putkin an, ihn umzubringen, wenn er Katja oder dem Kind etwas antun sollte.
In Irkutsk erwacht General Serikow aus dem Heilschlaf. Man bietet dem nervenkranken Mann weitere Genesung in einem Volkserholungsheim am Schwarzen Meer an, was dieser jedoch ablehnt. In wenigen Tagen soll er aus dem Militärdienst entlassen werden. Serikow hatte mit Katja einst ein Liebesnest in Irkutsk. Er will sie unbedingt dorthin zurückholen, stellt sich heimlich Winterausrüstung zusammen und kapert eine kleine Militärmaschine, mit der er sich auf die Suche macht. Im Krieg hat er die Grundfertigkeiten des Fliegens erlernt. Mehrere MiG-Staffeln steigen auf, um ihn zu suchen, finden ihn jedoch nicht, da er tief und in kleinen Sprüngen fliegt. Bei jeder Landung tarnt er die Spuren der Kufen im Schnee.
Serikow ahnt nicht, dass die Überlebenden auf ihrem Irrweg große Kreise gegangen sind und sich, in einiger Entfernung zur Faktorei Jakuttorg, am Ufer des Flusses Tjung niedergelassen haben.
In der Gruppe hat mittlerweile jedes Paar seine eigene Blockhütte erbaut. Putkin ist immer noch halb wahnsinnig vor Geilheit, da er ständig mitbekommt, wie die anderen geräuschvollen Geschlechtsverkehr haben. Nadeshna bekommt mit, wie er nachts die Elchstute Maruta, das Lieblingstier ihres Semjon Pawlitsch misshandelt. Als sie ihn in seiner Blockhütte, die er „Kreml“ getauft hat, zur Rede stellen will, vergewaltigt er sie stundenlang. Dann entkommt sie. Putkin wartet in seiner Hütte auf die Rache der anderen. Er rechnet jeden Moment damit, dass sie kommen, um ihn aus Rache zu erschlagen. Doch nur Nadeshna erscheint und lädt ihn sogar zum Essen mit den anderen ein. Sie sagt ihm, dass sie den anderen nichts gesagt hat, doch dass er sich eines Tages dafür verantworten müssen wird.
Lagutin und Bubnow suchen vergeblich nach General Serikow. Der hat mittlerweile eine stehende Rauchwolke am Ufer des Tjung entdeckt und beschließt dort in der Nähe zu landen und die Menschen, jakutische Pelztierjäger wie er vermutet, nach den Überlebenden zu befragen. Die Gruppe entdeckt das Flugzeug und sofort entbrennt eine Diskussion, ob man sich bemerkbar machen soll oder nicht. Schließlich haben sie die Goldvorkommnisse zu verbergen und wollen diese mit niemandem teilen. Bei der Landung zerbricht eine Kufe. Serikow erkennt Katja, seine Geliebte, wieder und Putkin schießt den General in die Brust. Katja verarztet den komplizierten Lungenschuss. Das Projektil hat eine Rippe zersplittern lassen und es plattgedrückt, was den Wundkanal gefährlich vergrößert und den rechten Lungenflügel völlig zerstört hat. Andreas bekommt mit, dass die Susskaja den General auch liebt und dieser nimmt wahr, dass Andreas sein vielgesuchter Nebenbuhler ist. Es kommt zu einer Auseinandersetzung zwischen Katja und Andreas. Da greift Putkin ein und trennt die beiden. Serikow wird gewaschen und nackt auf einen Holztisch gelegt. Er bekommt den gepressten Tee, damit er keine Schmerzen mehr spürt. Sie können nicht operieren, so wie es notwendig wäre und Serikows Überlebenschancen sind gleich Null, da die akute Gefahr eines Pneumothorax, inneren Blutungen oder einer Sepsis besteht. Katja möchte ihm das Sterben erleichtern. Er soll glücklich sterben. Serikow kann nicht sprechen, da sein Mund mit Blutschaum gefüllt ist. Dann will Katja die Wunde vernähen. Der General hat noch eine Pistole in der Hand, will seine große Liebe mit letzter Kraft erschießen, wird aber von Katja mit einem Schuh erschlagen, indem sie ihm in Notwehr die Hirnschale zertrümmert. Nachdem sich alle wieder beruhigt haben, besteht Katja darauf, dass der General ein Grab in russischer Erde verdient hat und kann verhindern, dass die anderen ihn in einem Eisloch verschwinden lassen. Wegen des Permafrostbodens ist eine Erdbestattung bis zur nächsten Schneeschmelze jedoch nicht möglich, so dass Putkin den Leichnam vorerst im Wald deponiert, damit er gefriert und die Verwesung bis zum Frühjahr aufgehalten wird. Katja erzählt Andreas, dass sie ihn auch wegen ihrer Liebe zu ihm getötet hat.
Dafür bietet das leicht beschädigte Flugzeug jetzt möglicherweise eine Fluchtmöglichkeit für die Gruppe. Sie entdecken dort jede Menge Alkohol und Delikatessen. Putkin behauptet, dass er in der Lage sei, ein Flugzeug zu fliegen. Nur passen nicht alle in die Maschine. Außerdem würden sie das Goldvorkommen unbeaufsichtigt lassen. Es kommt erneut zu Animositäten in der Gruppe. Andreas entdeckt, dass Putkin den festgefrorenen Leichnam Serikows in eine militärische Pose gebracht hat, um ihn der Lächerlichkeit preiszugeben.
Dann bricht unerwartet ein katastrophaler Schneesturm aus, der die Gruppe ins Innere einer Hütte fesselt, wo auf engem Raum die alten Konflikte sofort wieder losbrechen. Morotzkij jammert die ganze Zeit, dass seine Elchkuh im Sturm sterben würde. Als Putkin dies nicht mehr anhören kann, holt er (die sich wehrende) Maruta in die Hütte, Semjon, der das Tier abgöttisch liebt, ist überglücklich. Putkin sagt auf seine zotige Art, dass der Professor heute wohl mit der Elchkuh schlafen wird und er seine Potenz Nadeshna gerne zur Verfügung stellen würde. Zu seiner großen Überraschung reagiert die zierliche Frau weitaus weniger abweisend, als erwartet. Sie reicht ihm Wodka-Tee. Putkin bemerkt, dass Nadeshna nicht mehr mit dem Professor schläft, da sich dieser allein seinem Tier widmet. Katja versteht, dass Putkin Nadeshna anscheinend erobert hat und es nur noch eine Frage der Zeit ist, bevor sich eine Tragödie anbahnt. Als alle schlafen, kommen Putkin und Nadeshna heimlich zueinander.
Nach drei Wochen endet der Schneesturm. Alles kehrt wieder zur Normalität zurück und auch Nadshna schläft wieder bei ihrem Professor. Nur der fühlt sich stärker zu der Elchkuh hingezogen als zu der Frau. Andreas und Putkin kümmern sich um das Flugzeug, welches leicht beschädigt wurde. Sie überlegen, ob sie den Flugzeugmotor nicht vielleicht für das Goldwaschen benutzen könnten und dann mit dem Floß flussabwärts zurück in die Zivilisation. Doch man befürchtet, dass es Schwierigkeiten mit ihren Identitäten, Ausweisen und unangenehmen Fragen geben wird. Das Gold würde ihnen aber in jedem Fall abgenommen werden. Plan B ist es, sich mit nur drei Personen, Gepäck und Gold durch einen Flug abzusetzen. Zwei Personen müssten dann aus Platzgründen hier bleiben. Dann gehen sie die Konstellationen durch. Nadshna würde jetzt bei Putkin bleiben und Katja ist schwanger. Putkin bietet noch einmal die Möglichkeit an, dass Katja das Kind verliert. Andreas möchte jedoch, dass die komplette Gruppe gerettet wird.
Ihren Berechnungen nach ist es jetzt Mitte Februar und die Schneeschmelze könnte erst im Mai einsetzen. Katjas Kind wird im Juli erwartet. Am Abend eröffnet Andreas Katja, dass Putkin dazu bereit wäre, zwei „überflüssige Menschen“ zu töten, damit die Maschine abheben kann. Sie befürchten, dass er vollends zur Bestie wird, wenn er Nadeshna für sich allein hat. Die beiden schwören sich, dass sie ihr noch ungeborenes Kind in jedem Fall gegen dieses Scheusal verteidigen werden.
Eine Zeitlang führen sie alle in ihren Blockhütten bei guter Ernährungslage durch fangfrischen Fisch und Wildbret ein gutes Leben. Putkin vollendet den Bau seiner Hütte und der Professor macht aus der Elchkuh ein Reittier, ahmt dabei tierische Laute nach. Putkin gesteht Andreas, dass er Nadeshna liebt. Wenn er erst durch das viele Gold zum Millionär geworden ist, will er sie heiraten. Er, der fanatische Atheist, will sich von ihr sogar bekehren lassen. Putkin erinnert sich an seinen Vater zurück, der vom NKWD in ein Gulag verschleppt wurde.
Dann steht die feierliche Einweihung des „Kreml“ an. Putkin möchte Nadshna heiraten, irgendwann einmal kirchlich von einem Popen trauen lassen, doch sie lacht ihn nur grausam aus. Putkin ist fürchterlich gekränkt und ist kurz davor, sie umzubringen.
Dann erscheint Katja mit dem Gewehr. Er zeigt sich von seiner unbekannten sensiblen Seite und bittet sie, seinem sinnlosen Leben ein Ende zu machen. Doch Katja lehnt ab. Putkin kündigt eine Überraschung für das große Einweihungs-Festessen an.
Katja stellt Nadshna grob zur Rede, beschimpft sie als „Hure“ und verlangt endlich die Wahrheit von ihr. Dann zwingt sie sie ihre eigenen Schnitzwerke zu vernichten. Andreas bewohnt dieser Szene bei und ist entsetzt über Katjas unmenschliches Verhalten.
Trotz dieser dramatischen Szene der verschmähten Liebe findet das Festessen in Putkins „Kreml“ statt, da man die schönen Nahrungsmittel nicht verkommen lassen möchte. Putkin gibt sich als fröhlicher Gastgeber. Es gibt Speisen, Alkohol und Tanz.
Dann ist Putkin mit Nadeshna allein. Nadeshna beichtet Putkin, dass sie ein Luder war. Sie empfindet das gemeinsame Zusammenleben ohne die Maske der Zivilisation als Hölle und will, sobald sie der Taiga entronnen sind, nie wieder etwas mit einem aus der Gruppe zu tun haben. Doch Putkin wäre bereit, auch mit einer Lüge bei Nadeshna zu bleiben. Dann verlässt sie den „Kreml“ und Putkin beschließt, ein anderer Mensch zu werden.
Am nächsten Morgen präsentiert sich der Unhold gepflegt und rasiert. Er hatte das Rasierzeug des getöteten Generals entdeckt und anhand des Spiegels festgestellt, wie hässlich er doch war und wie viel Überwindung von Ekel es Nadeshna gekostet haben musste, ihm beizuwohnen. Katja sagt ihm, dass auch zivilisiertes Aussehen nicht ausreiche, um Nadeshnas Liebe zu bekommen („Liebe ist ein Rätsel, Igor Filipowitsch. Ewig unbegreifbar. Man kann die Seele einer Frau nicht zwingen oder bestechen oder kaufen – man damit nur ihren Körper bekommen. Genügt das Ihnen?“).
Der Frühling kommt und Katja ist hochschwanger. In Sibirien erwacht die Natur und schafft geradezu paradiesische Zustände. Die kleine Gruppe lebt im Überfluss, kann Gold schürfen und das Wasserflugzeug flott machen. Die Temperaturen steigen kontinuierlich und das Eis des Tjung bricht auf. Ein Hochwasser macht jedoch die Goldwaschanlage zunichte. Das Moor taucht auf. Putkin und Andreas beschließen, Serikows langsam auftauende Leiche zu bestatten. Dazu müssen die beiden über die Eisschollen des Flusses springen und bringen sich in Lebensgefahr.
Putkin ist der Meinung, dass es ihr Unglück sei, sollten Andreas und Katja mit dem Flugzeug zurück in die Zivilisation fliegen. Das Gold und seine deutsche Nationalität würden mit Sicherheit zu Verwicklungen, wenn nicht sogar zu Lagerhaft führen. Nadesnha und Semjon beschließen, mit ihrer gezähmten Elchkuh wegzureiten und anderswo ihr Glück zu versuchen. Bevor sie aufbrechen, legt sich Nadeshna für eine feurige Liebesnacht zu Putkin. Dann kommt der Abschied und Nadeshna und Semjon reiten davon.
Katja bekommt Presswehen. Ihr Becken ist so eng gebaut, dass die Geburt große Komplikationen bereitet. Gegen die Schmerzen nimmt sie die Wunderteeplatten. Draußen regnet es in Strömen und die Taiga versinkt im Sumpf. Putkin und Andreas helfen bei der Geburt von Amalja.
Der Sommer kommt. Die Goldwaschanlage ist wiederhergestellt und fördert große Mengen. Es kommt immer wieder die Diskussion, dass das Gold gar nicht ihnen gehört, sondern der UdSSR. Außerdem mit der leichten Aufklärungsmaschine können sie keine großen Goldmengen mitnehmen.
Da erscheint plötzlich die Elchkuh Maruta und weist neben einer Schusswunde Blutspuren auf, die nur von Menschen stammen können. Putkin erkennt, dass seiner geliebten Nadeshna und Semjon etwas passiert sein muss. Der starke Mann rastet vor Wut und Sorge um sie aus. Er vermutet, dass die beiden von Jakuten überfallen wurden, die ihr Gold gestohlen haben und geht davon aus, dass die beiden auch mit „asiatischer Grausamkeit“ gefoltert wurden, bis sie auch den Aufenthaltsort der anderen verraten hatten. Tatsächlich tauchen plötzlich jakutische Reiter am anderen Flussufer auf – es bleibt unklar, ob sie tatsächlich von Semjon und Nadeshna erfahren haben, wo sie suchen mussten oder ob sie einfach der zahmen Elchkuh auf dem Weg zurück zum Lager gefolgt sind. Putkin, Andreas und Katja müssen ihr Leben verteidigen. Mit Feuerwaffen und Handgranaten aus dem Flugzeug können sie mehrere Angriffe abwehren. Doch die feindliche Übermacht ist zu groß. Putkin versucht ein letztes Mal mit den Angreifern zu verhandeln. Doch die Jakuten wollen unbedingt das Gold und darüber hinaus noch, dass die Gruppe für sie als Zwangsarbeiter Gold fördert. Andreas fleht ihn an, ihnen zumindest das Gold zu geben. Doch dann kommt die Gewissheit, dass sie in jedem Fall getötet werden.
Die Jakuten entfachen einen großen Waldbrand, dem die kleine Siedlung und die Goldwaschanlage zum Opfer fällt. Im letzten Moment können Putkin, Andreas, Katja und das Baby in den Fluss fliehen. Putkin kehrt noch einmal in die Feuerhölle zurück, um die Elchkuh Maruta zu retten. Dabei erleidet er lebensgefährliche Verbrennungen. Aus Gnade erlöst ihn Katja mit einem Stein von seinen Qualen. Drei Tage lang verbringen die Drei im Fluss unter schlimmen Bedingungen. Katja steht zum Beispiel im kalten Wasser und stillt dabei ihr Kind. Der Waldbrand versiegt erst am dritten Tag und ermöglicht den Dreien wieder das Land zu betreten.
Der Großbrand vernichtet 5.000 Quadratkilometer Wald und löst in Wiljuisk, Suchana, Schigansk an der Lena und in Oleneg einen Alarm aus. Die Drei starten das Wasserflugzeug und fliegen den Tjung entlang in Richtung Süden. Kurz vor Wiljuisk machen sie eine Bruchlandung, werden geborgen und kommen ins Krankenhaus. Schließlich darf die Familie als besonderer Gnadenakt der sowjetischen Regierung gegenüber den „Verdammten der Taiga“ nach Westdeutschland ausreisen.

## Hauptfiguren
- Makar Lukanowitsch Benerian – der Pilot, verliert seinen Verstand oder gibt dies vor
- Igor Fillipowitsch Putkin – der kräftige, vulgäre und gewissenlose Ölbohringenieur, Patriot und Kommunist. Er ist Dämon und sensibler Mensch in einer Person
- „Andrej“, „Andruscha“[21] Andreas Herr – der gutaussehende und aufrichtige deutsche Bergbauingenieur aus Essen-Steele
- Professor Semjon Pawlitsch Morotzkij – der Verhaltensforscher – Fachgebiet Nagetiere
- „Katja“, „Katjuschka/Katjenka“[22] Jekaterina Alexandrowna Susskaja – die bildschöne Ärztin mit dem dunklen Geheimnis
- Nadeshna Abramowa – die zierliche und stark religiöse Lehrerin

## Nebenfiguren
- Oberst Krendelew – Adjutant des Generals Serikow, fungiert als dessen Verbindungsmann bei der Suche nach den Vermissten
- Tichon Antonowitsch Priwalzew – aus der Ukraine stammender, entflohener Häftling eines Straflagers der sich in der Taiga versteckt
- Kyrill Jegorowitsch Kirsta – ehemaliger zaristischer Rittmeister, der sich nach dem Sieg der Revolution als frommer Einsiedler in die Taiga zurückgezogen hat
- General Lagutin und Oberst Bubnow – zwei Mitarbeiter des KGB, die für die Überwachung von Andreas Herrs Besuch in der Sowjetunion zuständig sind
- Waska Janisowitsch Serikow – sowjetischer General, früherer Geliebter von Katja, der sie nicht vergessen kann und fast den Verstand verliert, weil sie nun ausgerechnet mit einem Deutschen zusammen ist

## Sprachstil
„Er wachte auf, weil ihm die Sonne ins Gesicht schien. Igor Fillipowitsch Putkin empfand das als unangenehm und merkwürdig, es war eine gemeine heiße Sonne, die ihn voll traf, und er konnte sich in der Erinnerung, die jetzt langsam wieder einsetzte, nicht erklären, wieso er mitten in diese blanke Hitze geraten war.“

„Ein halbes Jahr später durften Andreas Herr, Katja Alexandrowna Sussaka und ihr Kind Amalja Andrejewna nach Westdeutschland ausreisen. Es war ein seltenes Entgegenkommen und eine Verbeugung der sowjetischen Regierung vor den heldenhaften Verdammten der Taiga.“

Konsalik benutzt einen realistischen und sehr lebendigen Sprachstil, der eine gelungene Mischung an Wortwitz, Ironie und Traurigkeit verarbeitet.

## Rezensionen
Die 36 Kapitel enthaltene spannende Abenteuergeschichte spielt in einem nicht näher definiertem Jahr nach dem Zweiten Weltkrieg in der UdSSR und bedient zahlreiche Klischees. Die unendliche Weite der Wälder Sibiriens wird zum Sammelbecken extremer Individualisten und ihrer Abgründe, die gegen sich selbst und andere kämpfen. In Konsaliks wenig anspruchsvollen, dafür aber sehr unterhaltenden („Ein Buch wie ein Vulkan! Der russischste Konsalik!“) Roman kämpfen sechs starke Charaktere in der Wildnis der sibirischen Taiga (360.000 Quadratkilometer unbewohnte und unberührte Naturlandschaft) gegen die „Grausamkeit der Natur“ (Konsalik beschreibt dies sehr treffend in dem Satz, Der Wald nahm sie auf wie Mutter und Geliebte … oder wie ein Moloch, der sie langsam und genussvoll verschluckte. Es kommt darauf an, ob man das Leben romantisch oder realistisch sieht. ) um das nackte Überleben. Sie sind vollkommen von der Außenwelt abgeschnitten und müssen so wie die Menschen zur Urzeit leben. Auf ihrem Weg in die Zivilisation fallen die Masken und sie offenbaren sich gegenseitig ihren wahren Charakter. Dafür ist außer bei dem sarkastischen Putkin, welcher eine für den Leser schwer durchschaubare Fassade trägt, die Charaktertiefe (nach der Stereotypentheorie) wenig ausgeformt. Das Buch spiegelt im Großen und Ganzen die Gedankenwelt der Väter- und Großvätergeneration wider. Ähnliches gilt auch für Jekaterina A. Susskaja, deren wahre Beweggründe lange Zeit im Dunkeln bleiben. Das Hauptthema von Die Verdammten der Taiga sind die großen Spannungen und die stark sexuell gefärbte Grundstimmung, die sich in der Beziehung zwischen den männlichen und weiblichen Hauptfiguren entwickeln. Emotionen knallen aufeinander und das Zusammenleben innerhalb der Gruppe wird zur unerträglichen Hölle. Der Roman erhält gegen Ende eine dramatische Wendung, als Putkin an einem Flussufer Gold findet.

## Historischer Kontext
Konsaliks Die Verdammten der Taiga reiht sich ein in eine lange Reihe seiner Russland-Romane wie Himmel über Kasakstan, Ninotschka, Natascha, Liebesnächte in der Taiga, Liebe in St. Petersburg, Liebe am Don, Kosakenliebe und Die Tochter des Teufels, die ein ganz bestimmtes und romantisierendes Bild über dieses Land ausdrücken. Der Autor spielt auf die Erschließung beziehungsweise Eroberung der sibirischen Naturlandschaft in seinen verschiedensten Facetten, bis über die Gefangenenlager an. Andere Themen, die Konsalik anspricht, sind die Folgen der russischen Oktoberrevolution, dem daraus resultierenden Bürgerkrieg und Agententätigkeiten zwischen Ost und West in den Zeiten des Kalten Krieges.

## Textausgaben
- Heinz Konsalik: Die Verdammten der Taiga. Hestia Verlag, Bayreuth 1974, ISBN 3-453-04781-8. (Originalausgabe)
- Heinz Konsalik: Die Verdammten der Taiga. (= Heyne Buch. Band 5304). Wilhelm Heyne Verlag, München 1974, ISBN 3-453-04781-8.